# Далла, Лучо
Лу́чо Да́лла (итал. Lucio Dalla; 4 марта 1943, Болонья — 1 марта 2012, Монтрё) — итальянский композитор, певец, инструменталист и актёр.

## Биография
Лучо Далла родился 4 марта 1943 года в Болонье. Являлся одним из самых значительных итальянских певцов, композиторов и актёров современности. Изначально сформировавшийся как джазовый музыкант, в более зрелой стадии своего творчества раскрылся как автор песен и текстов к ним. Кларнетист, саксофонист и клавишник.
Прошёл многочисленные творческие фазы экспериментирования в различных музыкальных стилях, постепенно перейдя эти творческие границы и полностью реализовав себя как автор и исполнитель итальянской песни. Оставил за собой более пятидесяти лет творческой карьеры. Многие его песни приобрели известность за пределами Италии и некоторые из них были переведены на другие языки.
На десятый день рождения Лучо Далла получил от своей матери в подарок кларнет.
Впервые начал выступать в пятидесятые годы в составе джазовой группы своего родного города Болонья Rheno Dixieland Band, музыкантом которой являлся также ставший впоследствии режиссёром Пупи Авати. В составе Rheno Dixieland Лучо Далла принял участие в первом европейском джазовом фестивале в городе Антиб на Лазурном Берегу Франции. В 1962 году вошёл в состав популярной в то время итальянской группы The Flippers, подписав контракт в к качестве джазового кларнетиста. В 1964 году уже известный итальянский певец Джино Паоли убедил Лучо Далла попробовать начать выступать со своими собственными концертами. Для дебюта Лучо Далла выбрал стиль соул.
Начиная с 1965 года Лучо Далла сотрудничает с такими авторами, как Серджо Бардотти, Джанфранко Бальдацци и Паоло Паллоттино.
С тех пор как Лучо Далла начинает писать музыку, он работает как композитор с известным итальянским певцом Джанни Моранди, который записывает песни на его музыку. Особенно успешной оказалась специально написанная для Моранди песня Occhi di ragazza (1970). По итогам сотрудничества выпускается альбом «Occhi di ragazza».
В семидесятые годы в результате активной творческой деятельности и плодотворного творческого сотрудничества с поэтами и авторами (напр. Миммо Паладино, Aldo Mondino, Pier Vittorio Tondelli, Микеланджело Пистолетто, Luigi Ghirri, Enrico Palandri, Джакомо Кампиотти, Gian Ruggero Manzoni, Andrea Pazienza, Энцо Кукки, Luigi Ontani) происходит становление творческой зрелости Луччо Далла, и он завоёвывает устойчивую аудиторию страстных и преданных поклонников.
Во время одного из концертов в Турине 4 апреля 1979 года Лучо Далла собрались послушать примерно 20.000 человек, причём Palasport, где проходил концерт, мог вместить только 15.000 человек — остальные 5 тыс. остались слушать концерт снаружи.
Одной из известнейших песен, написанных Лучо Далла, стала песня «Памяти Карузо» (1986) в память легендарного оперного певца Энрико Карузо, версии исполнений которой такими певцами как Лучано Паваротти, Андреа Бочелли, Хулио Иглесиас, Мильва,  Джанни Моранди, Мирей Матьё (на французском) разошлись по миру многими миллионами экземпляров.
В 1988 году было возобновлено сотрудничество Лучо Далла с Джанни Моранди, которое привело к длинному концертному турне по стадионам Италии с песнями на стихи Могола, в том числе концерт на античной арене Греческого Театра Сиракуз, итогом которого явилась запись альбома Dalla/Morandi, видеозапись зимнего концерта в Венеции, а также концерты в СССР в рамках выставки Италия-2000.
Огромный коммерческий успех пришёл к Лучо Далла в 1990 году с песней Attenti al Lupo в альбоме Cambio, распроданной только в Италии более 1,4 млн раз.

В 2003 году появляется современная опера (мюзикл) "Тоска - Несчастная любовь" ("Tosca-Amore disperato"), написанная Лучо Далла под впечатлением знаменитой оперы "Тоска" Джакомо Пуччини и одноимённой драмы Викторьена Сарду. Премьера состоялась 23 октября 2003 года в Большом театре Рима после успешного предпремьерного показа 27 сентября  на месте действия драмы - в Замке Святого Ангела (Castel Sant'Angelo). Ария  из оперы - Amore disperato - является одной из лучших песен Лучо Даллы. Она была записана им совместно с Миной в том же году для диска Lucio.
Турне 2007 года под названием «Противоположность меня» (Il Contrario di Me) проходило по таким городам как Рим, Милан, Неаполь, Флоренция, Ливорно, Генуя и в его родном городе Болонья. Этот тур, по окончании которого был выпущен одноимённый альбом, окончился в 2008 году в Катании.
На конкурсе песни Фестиваль Сан-Ремо 2012 14 февраля Лучо Далла дирижировал исполнением песни «Нани» Пьердáвиде Кароне, соавтором которой он является.
Песни Лучо Даллы исполняли и записывали: Джанни Моранди, Далида, Анна Окса, Франческо Де Грегори, Fiorella Mannoia, Анджела Баральди, Лоредана Берте, Кристина Д’Авена, Аль Бано, Массимо Феррарезе, Мина, Мильва, Кэтрин Дженкинс, Лара Фабиан, Ирене Фарго, Филиппа Джордано, Андреа Бочелли, Лучано Паваротти, Джош Гробан, Жильбер Беко, Флоран Паньи, Энрико Руджери, Аличе, Диодато, Паола Турчи, Сенит, Лука Карбони, Миа Мартини, Аида Сатта Флорес, Искра Менарини, группы «Neri per Caso», «Tiromancino», «Articolo 31», «Musica Nuda» и многие другие.

## Внезапная смерть
Лучо Далла скоропостижно скончался от инфаркта в отеле утром 1 марта 2012 года во время гастролей в швейцарском городе Монтрё, не дожив 3 дней до 69-го дня рождения. Ещё накануне вечером 29 февраля он давал концерт и чувствовал себя совершенно нормально. В телефонном разговоре с одним из друзей после этого концерта он смеялся, шутил и строил планы.
Его отпевание состоялось 4 марта 2012 года, в 69-й день рождения, в соборе Святого Петрония (basilica di San Petronio) родного города Болонья, площадь Piazza Maggiore и близлежащие улицы перед которым заполнили примерно 30 тысяч горожан и почитателей певца, а также его друзья и коллеги, среди которых были Джанни Моранди, Орнелла Ванони, Ренато Дзеро, Роберто Веккьони, Джованотти и др., пришедших проститься с ним и отдать последние почести. Пьердáвиде Кароне произнес проникновенную прощальную речь, в которой поведал историю своего знакомства и последующей дружбы с Лучо Далла. По окончании мессы, во время выноса гроба из здания базилики, толпа приветствовала Лучо Далла аплодисментами. Траурная месса транслировалась LIVE каналом Rai News c 14:30 до 16:00 по среднему европейскому времени.

## Личная жизнь
Лучо Далла женат не был, детей не имел. Его рост 156 см.
Очень любил спорт, в особенности футбол и баскетбол. Был фанатом своего футбольного клуба Болонья 1909. Другой его страстью был автомобильный спорт. Некоторые из своих произведений он посвятил таким великим личностям мира автомобильного спорта, как Тацио Нуволари и Айртон Сенна.
Лучо Далла обожал Неаполь и страстно любил неаполитанский диалект.

## Дискография

### Альбомы
- 1966 — 1999 (ARC, SA 16)
- 1970 — Terra di Gaibola (RCA Italiana, PSL 10462)
- 1971 — Storie di casa mia (RCA Italiana, PSL 10506)
- 1973 — Il giorno aveva cinque teste (RCA Italiana, DPSL 10583)
- 1975 — Anidride solforosa, (RCA Italiana, TPL 1-1095)
- 1975 — Bologna 2 settembre 1974 (dal vivo), (RCA Italiana, TCL 2-1110; con Francesco De Gregori, Antonello Venditti e Maria Monti)
- 1976 — Automobili (RCA Italiana, TPL 1-1202)
- 1977 — Come è profondo il mare (RCA Italiana, PL 31321)
- 1979 — Lucio Dalla (RCA Italiana, PL 31424)
- 1979 — Banana Republic (RCA Italiana, PL 31466; con Francesco De Gregori)
- 1980 — Dalla (RCA Italiana, PL 31537)
- 1981 — Lucio Dalla (Q Disc) (RCA Italiana, PG 33420)
- 1983 — 1983 (RCA Italiana, PL 31692)
- 1984 — Viaggi organizzati (Pressing, ZPLPS 34219)
- 1985 — Bugie (Pressing, ZL 70960)
- 1985 — Lucio Dalla Marco Di Marco (Fonit Cetra, ALP 2008; inciso insieme a Marco Di Marco)
- 1986 — DallAmeriCaruso (RCA Italiana, PL 71181)
- 1988 — Dalla/Morandi (RCA, PL 71778 (2); con Gianni Morandi)
- 1988 — In Europa (Ariola, con Gianni Morandi)
- 1990 — Cambio (Pressing, ZL 74761)
- 1991 — Geniale? (RCA; registrazioni dal vivo del 1969—1970 con alcuni inediti)
- 1992 — Amen (Pressing, 74321-10942-2; dal vivo)
- 1993 — Henna (Pressing, 74321-18293-2)
- 1996 — Canzoni (Pressing, 74321 40062 2)
- 1999 — Ciao (Pressing, 74321 696362)
- 2000 — Live @ RTSI (RTSI Televisione Svizzera 5020912; registrazioni dal vivo del 1978)
- 2001 — Luna Matana (Pressing, 74321 892912)
- 2002 — Caro amico ti scrivo
- 2003 — Lucio (Pressing, 82876570272)
- 2006 — 12000 lune (Pressing, 82876897492)
- 2007 — Il contrario di me
- 2008 — LucioDallaLive - La neve con la luna
- 2009 — Angoli nel cielo
- 2010 — Work in Progress (con Francesco De Gregori)
- 2011 — Questo è amore

### Синглы
- 1962 — Telstar/Madison: a swingin' time (RCA Italiana, PM 3164; inciso con la Seconda Roman New Orleans Jazz Band)
- 1964 — Lei (non è per me)/Ma questa sera (ARC, AN 4008)
- 1965 — L'ora di piangere/Io al mondo ho solo te (ARC, AN 4037)
- 1966 — Paff... bum!/Io non ho pianto mai così (ARC, AN 4072)
- 1966 — Questa sera come sempre/Io non ci sarò (ARC, AN 4084)
- 1966 — See-saw/Cool jerk (ARC, AN 4091, pubblicato come The Group)
- 1966 — Quando ero soldato/Tutto il male del mondo (ARC, AN 4101)
- 1967 — Bisogna saper perdere/Lucio dove vai (ARC, AN 4113)
- 1967 — Non è un segreto/Passerà passerà (ARC, AN 4119)
- 1967 — Il cielo/1999 (ARC, AN 4128)
- 1968 — E dire che ti amo/Se non avessi te (ARC, AN 4148)
- 1968 — Hai una faccia nera nera/Cos'è Bonetti? (ARC, AN 4154)
- 1969 — Per fare un uomo basta una ragazza / ...e invece no (ARC, AN 4171)
- 1970 — Sylvie/Orfeo bianco (RCA Italiana, PM 3522)
- 1971 — 4-3-1943/Il fiume e la città (RCA Italiana, PM 3578)
- 1971 — La casa in riva al mare/Itaca (RCA Italiana, PM 3588)
- 1971 — Il colonnello/Il gigante e la bambina (RCA Italiana, PM 3610)
- 1972 — Piazza Grande/Convento di pianura (RCA Italiana, PM 3638)
- 1972 — Sulla rotta di Cristoforo Colombo/Un uomo come me (RCA Italiana, PM 3651)
- 1974 — Anna bell'Anna/Pezzo zero (RCA Italiana, TPBO 1003)
- 1975 — Anidride solforosa/Tu parlavi una lingua meravigliosa (RCA Italiana, TPBO 1105)
- 1976 — Nuvolari/Il motore del duemila (RCA Italiana, TPBO 1189)
- 1977 — Quale allegria/Il cucciolo Alfredo (RCA Italiana, PB 6157)
- 1978 — Ma come fanno i marinai/Cosa sarà (RCA Italiana, PB 6265; con Francesco De Gregori)
- 1981 — Cara/Balla balla ballerino (RCA Italiana, PB 6507)
- 1988 — Dimmi Dimmi/Pomeriggio in ufficio (RCA Italiana, PB 42251)
- 2002 — Come è profondo il mare/La distanza (Virgin, 7243 5 46386 2 6; solo prima traccia coi Tiromancino)

## Работа в кино
Лучо Далла снялся в 16 фильмах в качестве актёра, написал музыку к 12 фильмам, в 7 фильмах звучат его песни.

## Награды, премии и почётные звания
- Командор ордена За заслуги перед Итальянской Республикой (27.12.1986)
- Великий офицер ордена За заслуги перед Итальянской Республикой (декрет ордена от 03.11.2003).[16]
- Диплом Почётного доктора (honoris causa) искусств, музыки и театра факультета литературы и философии Болонского университета (9.07.1999)
- Премия «Давид ди Донателло» за лучшую музыку -  к кинофильму "Тальк" (Borotalco) (1982)
- Премия «Давид ди Донателло» за лучшую песню к кинофильму "Шелест воробьиных крыльев" (Il frullo del passero)(1989)
- Кинопремия "Серебряная лента за лучшую музыку к кинофильму "Тальк" (1982)
- Кинопремия "Серебряная лента за лучшую музыку к кинофильму «За облаками» (Al di là delle nuvole) (1996)
- Кинопремия "Серебряная лента за лучшую песню  к кинофильму "Сначала меня поцелуй" (Prima dammi un bacio) (2004)
- Награда Targa Tenco (одна из самых престижных итальянских музыкальных премий)  за песню "Карузо" в рамках "Фестиваля авторской песни" Клуба Тенко (1986)
- Театральная "Премия Массимо Троизи"  (2002, внеконкурсная номинация)
- Музыкально-литературная премия "Лунеция" в номинации "Лучшая книга года" за "Глаза Лучо" (2009)
- Премия "Фаральони" за заслуги в области культуры, искусства, театра (2004)
- Поэтическая премия "Librex Montale"  "за стихи для музыки" (1993)
- Почётный гражданин Сорренто (1997)
- Почётный гражданин Манфредонии (1997)
- Почётный гражданин Вьесте (2007)
- Кавалер ордена Святой Агаты Республики Сан-Марино (2011)
- Именем Лучо Даллы и Франческо Де Грегори назван астероид 6114 Dalla-Degregori (1984)